# Tàngara capnegra
La tàngara capnegra (Pseudospingus verticalis) és un ocell de la família dels tràupids (Thraupidae).

## Hàbitat i distribució
Habita vegetació baixa i arbusts dels Andes de Colòmbia, sud-oest de Veneçuela, est de l'Equador i nord-oest del Perú.